# إيما مورانو
إيما مورانو (بالإنجليزية: Emma Morano) (مواليد 29 نوفمبر 1899 في مملكة إيطاليا - 15 أبريل 2017)، كانت أكبر مُعمرة في العالم وصاحبة لقب عميدة البشرية مُنذ 12 مايو 2016 إلى أن توفيت في 15 أبريل 2017، بعد وفاة حاملة اللقب السابقة سوزانا موشات جونز، و تُعتبر إيما مورانو آخر من تبقى من مواليد القرن 19 «أي السنوات ما بين عام 1800 وعام 1899».

## وفاتها
توفيت مورانو في منزلها في فربانيا بإيطاليا في 15 أبريل 2017 عن عمر يناهز 117 عامًا. في وقت وفاتها كانت رابع أكبر شخص في التاريخ المسجل. بعد وفاة مورانو أصبحت فيوليت براون أكبر معمرة في العالم على قيد الحياة.